# Gabi Göbel
Gabi Göbel (geb. vor 1976) ist eine ehemalige deutsche Fußballspielerin.

## Karriere
Göbel gehörte der SSG 09 Bergisch Gladbach in der Saison 1976/77 an, für die sie als Abwehrspielerin aktiv gewesen ist. Während ihrer Vereinszugehörigkeit gewann sie die Deutsche Meisterschaft. Nachdem sie am 18. Juni 1977 im Kreisstadtstadion von Bergisch Gladbach das torlos gebliebene Hinspiel gegen die NSG Oberst Schiel bestritten hatte, gewann sie mit ihrer Mannschaft das am 25. Juni 1977 auf den Sandhöfer Wiesen in Frankfurt-Niederrad ausgetragene Rückspiel mit 1:0 dank des Siegtores von Ingrid Gebauer in der 31. Minute.

## Erfolge
- Deutscher Meister 1977